# Île Riesco
L'île Riesco (en espagnol : Isla Riesco) est une île du Chili située à l’extrémité australe de l'Amérique du Sud, sur la rive septentrionale du détroit de Magellan, au nord-ouest de la péninsule de Brunswick, dont elle est séparée par la mer d'Otway et par le canal Fitz-Roy. Administrativement, l'île dépend de la commune de Río Verde (Région de Magallanes et de l'Antarctique chilien).
Au nord, l'île est entourée par la mer de Skyring qui la sépare de la péninsule Muñoz Gamero. Au sud et au sud-ouest, séparées par le détroit de Magellan, se trouvent l'île Desolación, l'île Clarence et l'île Santa Inés.

## Intérêt scientifique
L'île est un objet d'études et de fouilles archéologiques important. Le site de Posonby est situé près de l'estancia du même nom, au débouché du canal du Fitz Roy dans la mer de Skyring. Les fouilles n'ont jamais été publiées.